# Avant-cour
Przeddziedziniec, fr. avant-cour – plac, dziedziniec poprzedzający pałac, umieszczony przed dziedzińcem honorowym (fr. cour d'honneur). Do avant-cour przylegały oficyny, zabudowania gospodarcze. Forma rozwiązania przestrzennego w budownictwie pałacowym z okresu baroku i klasycyzmu.